# 4092 Тюр
4092 Тюр (4092 Tyr) — астероїд головного поясу, відкритий 8 жовтня 1986 року.
Тіссеранів параметр щодо Юпітера — 3,351.